# Anselmo Piccoli
Anselmo Piccoli (* Rosario (Argentina), 4 de septiembre de 1915 - † Buenos Aires, 12 de julio de 1992), pintor; uno de los grandes maestros argentinos del constructivismo abstracto.
A pesar de su militancia juvenil en la izquierda ortodoxa, jamás adhirió a los postulados estéticos del ‘realismo socialista’; por el contrario, consideraba la pintura abstracta y el arte en general en el espíritu de Bauhaus, como la más auténtica expresión epocal del siglo XX y en plena consonancia con su visión de la historia, acuñada por el materialismo dialéctico.
Fue cofundador de la Mutualidad de Estudiantes y Artistas Plásticos de Rosario, juntamente con Antonio Berni, Leónidas Gambartes, Juan Grela, Medardo Pantoja y otros. De formación clásica y gran colorista, emprendió, a partir de un período inicial figurativo, su camino hacia la abstracción, signado por la geometrización progresiva. Fue Gran Premio de Honor del Salón Nacional 1984.

## Etapas

### Período inicial (figurativo)
En la Academia Gaspary aprendió los rudimentos del dibujo y el color. En 1932 conoció a Antonio Berni: en ese año comienza la primera etapa de su producción pictórica. 
En el XIV Salón de Otoño inaugurado el 25 de mayo de 1935, presentaron Berni y Piccoli una obra conjunta (lamentablemente perdida en los años de la dictadura militar): Hombre herido.
El 5 de junio de 1943 se inauguró en el Museo Municipal de Bellas Artes Juan B. Castagnino la primera exposición de Piccoli.

### Período intermedio
Los elementos constructivos del cuadro se patentizan: sobre la base figurativa comienzan a reconocerse rasgos de creciente geometrización.

### Período de madurez (abstracción plena)
En 1969 tuvo lugar la primera exposición no figurativa de Piccoli. Este es el momento del arribo del artista a la última etapa de su producción, que él mismo consideraba la consumación de su pintura, en tanto que genuina expresión de contemporaneidad: el constructivismo abstracto.

## Galería

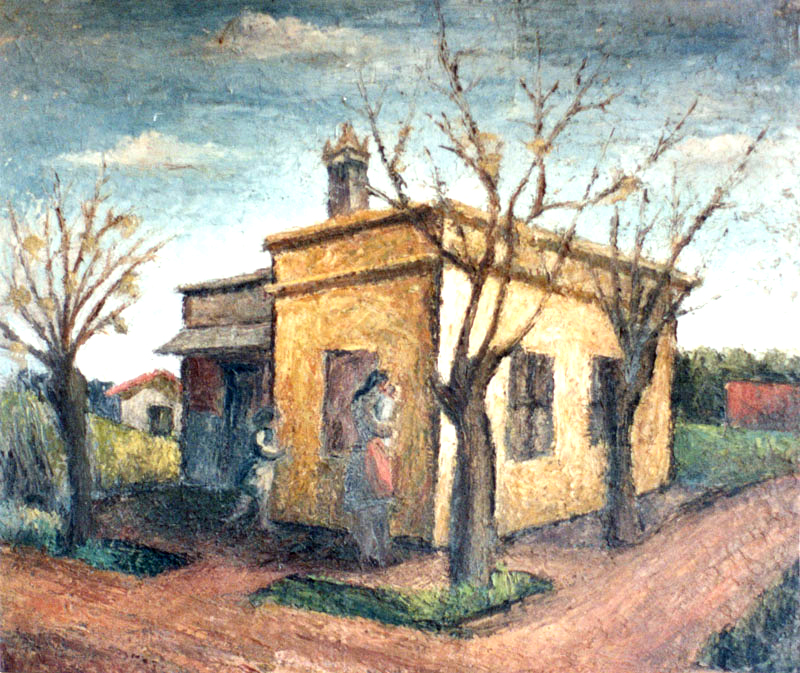
Paisaje. Óleo sobre cartón (1955)
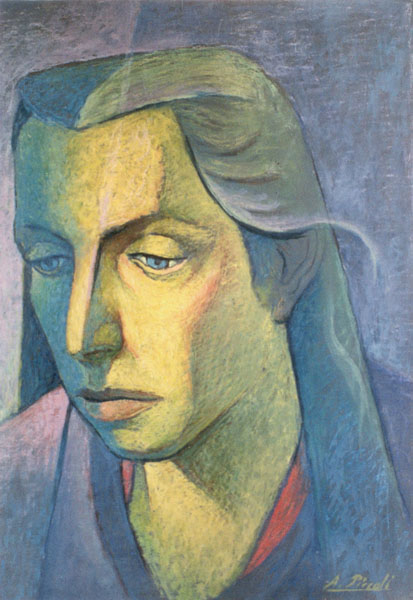
Lydia Langbart, esposa del artista. Óleo sobre chapadur (1959)
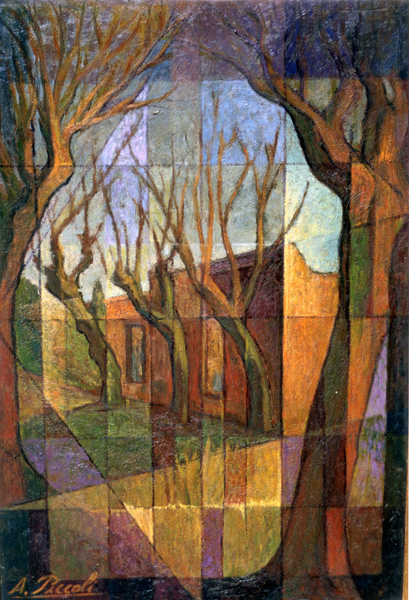
Otoño geometrizado. Óleo sobre chapadur (1967)
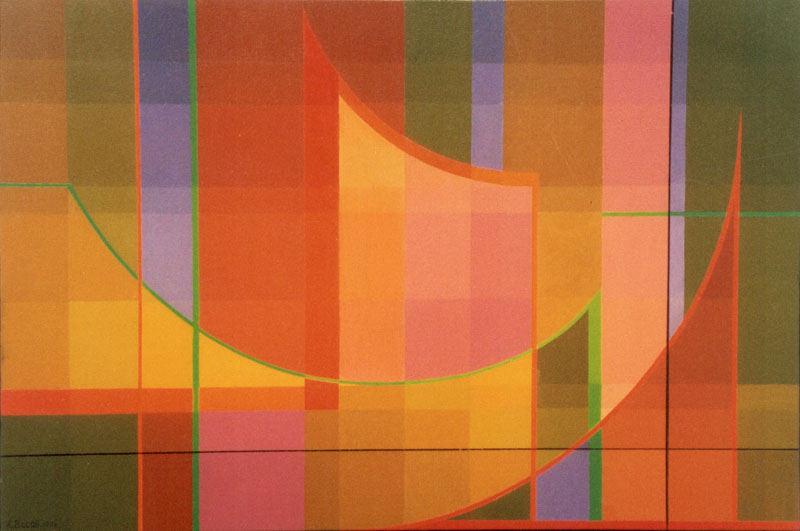
Balanceo formal. Óleo sobre tela (1986)

## Sobre Anselmo Piccoli
- Dávila, Miguel (1991). 40 Artistas Argentinos. Ediciones Actualidad en el Arte. ISBN 950-99117-2-0.
- Fantoni, Guillermo (2014). El realismo como vanguardia - Berni y la Mutualidad en los 30. Fundación OSDE. ISBN 978-987-9358-84-9.
- Pagano, José León (1937). El arte de los argentinos - tomo II. edición del autor.
- Sendra, Rafael (1993). El joven Berni y la Mutualidad Popular de Estudiantes y Artistas Plásticos de Rosario. UNR Editora.
- Slullitel, Isidoro (1968). Cronología del arte de Rosario. Editorial Biblioteca.
- Squirru, Rafael (1977). Anselmo Piccoli. Catálogo Exposición Galería de Arte Aleph.